# HD 115995
HD 115995，又名BD+03 2758，SAO 119889、HR 5031，是一颗恒星，视星等为6.26，位于銀經320.32，銀緯64.82，其B1900.0坐标为赤經13h 15m 37.1s，赤緯+3° 64.82′ 2″。